# 仏性寺 (水戸市)
仏性寺（ぶっしょうじ）は茨城県水戸市栗崎町にある天台宗の寺院。涌石山大日院と号する。

## 歴史
天長年間（824～834年）に平安時代の天台宗の円仁（慈覚大師）が開山したのが始まりと伝えられている。数回の火災により焼失し、その後再建され現存する本堂は、堂内の墨書から1585年（天正13年）に建立とみられる。

## 本堂（重要文化財）

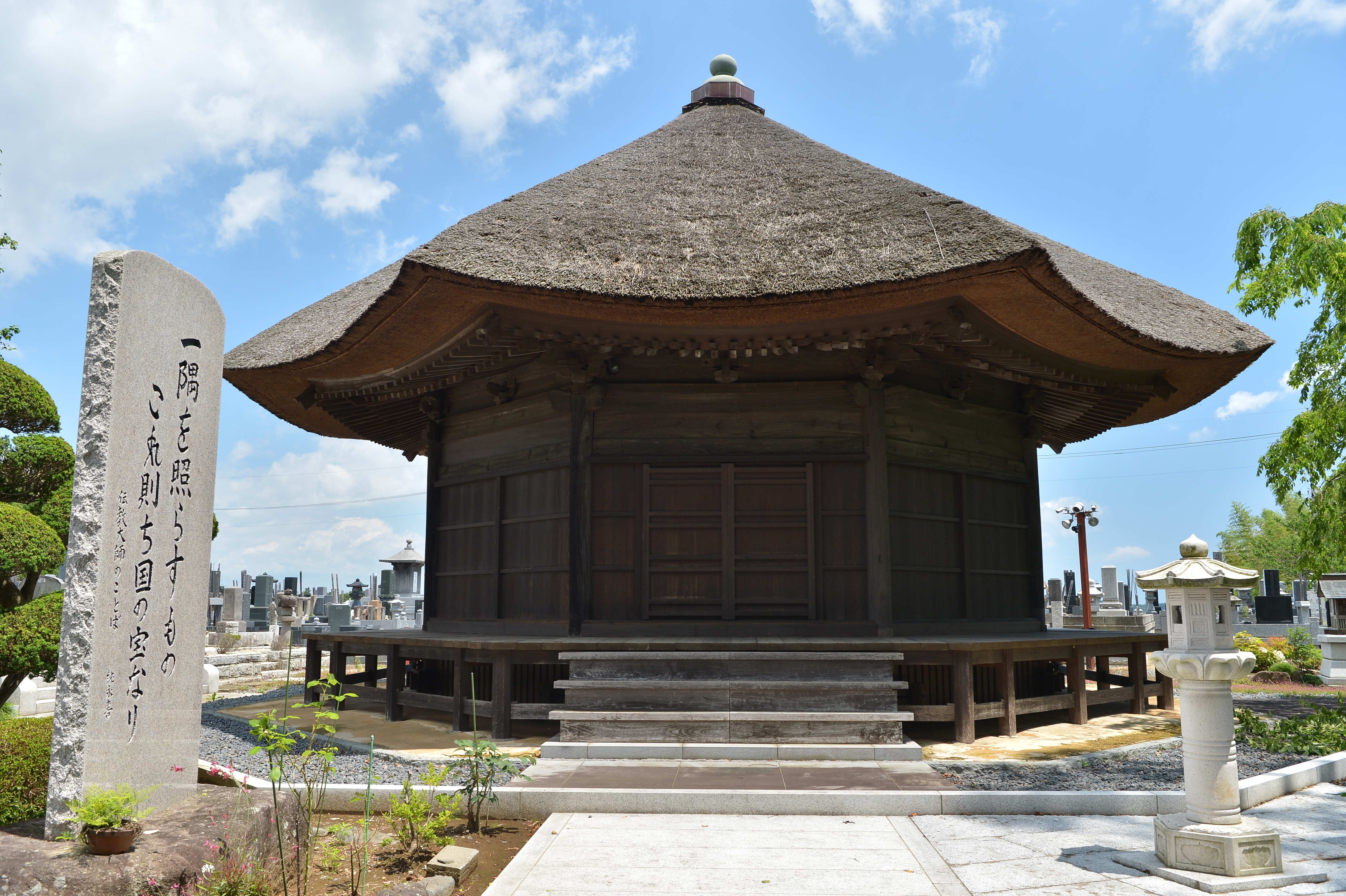
佛性寺本堂

県内に類例がない八角堂で台輪や柱の粽などに禅宗様がみられるほか、貫や間斗束の彫刻などに室町時代後期のこの地方の特色がみられる。堂内墨書から天正13年（1585年）の建立とみられ、寛永8年(1631年)、寛文3年(1663年)、文化13年(1816年)、明治9年(1876年)、大正6年(1917年)に修復されたことがわかる。1988年（昭和63年）1月13日付けで、「佛性寺本堂（附 旧露盤1個）」の名称で国の重要文化財に指定された。
2011年（平成23年）3月11日の東日本大震災で被災したが、同年から2014年（平成26年）にかけて保存修理が行われ、銅板葺きだった屋根が創建当時の萱葺屋根に復元された。この保存修理の際、元禄時代の修理で扉の位置を南面から東面に変更していたことが判明し、修理後は創建時のとおり、扉を南面へ復旧した。

## アクセス
水戸駅からバスで25分（水戸駅北口3番のりばから、茨城交通バス「磯浜・大洗海岸・アクアワールド大洗経由 那珂湊駅行」「東前団地経由 大串公園行」に乗車し、「稲荷第二公民館前」下車後徒歩約10分。）